# Htin Aung
Htin Aung (ထင်အောင် /tʰɪ̀ɴ àʊɴ/; znany też jako Maung Htin Aung; 18 maja 1909 – 10 maja 1978) – birmański uczony i autor ważnych prac z dziedziny kultury i historii Birmy (Mjanmy).
Wykształcony na uniwersytetach w Oxfordzie i Cambridge, Htin Aung napisał wiele książek na temat birmańskiej historii i kultury zarówno w języku angielskim jak i birmańskim. Jego angielskojęzyczne prace wprowadziły bardzo potrzebną birmańską perspektywę do międzynarodowych badań nad historią Birmy, w których jak dotąd dominowali brytyjscy historycy ery kolonialnej. Do jego najważniejszych prac należą A History of Burma (pol. Historia Birmy), Folk Elements in Burmese Buddhism (pol. Elementy ludowe w buddyzmie birmańskim) i Burmese Drama (pol. Dramat birmański).
Htin Aung, jako rektor Uniwersytetu Rangun w latach 1946-1958, był najwyższej rangi akademikiem w birmańskim systemie edukacyjnym swoich czasów.

## Wczesne lata życia i wykształcenie
Htin Aung przyszedł na świat 18 maja 1909 roku w birmańskiej rodzinie arystokratycznej. Jego ojcem był U Hpein, a matką Daw Mi Mi. Był on praprawnukiem Maha Minhla Mindin Raza, oficera wojskowego dworu Konbaung, który brał udział w pierwszej wojnie brytyjsko-birmańskiej. Htin Aung miał sześcioro rodzeństwa. Był najmłodszym spośród czterech braci, w tym Tin Tuta, Myint Theina i Kyaw Myinta.
Htin Aung był absolwentem elitarnej ranguńskiej szkoły średniej St. Paul's English High School. Po jej ukończeniu udał się na studia do Wielkiej Brytanii, gdzie uzyskał tytuły Bachelor of Laws na Uniwersytecie Cambridge, Bachelor in Civil Law na Uniwersytecie Oksfordzkim, Master of Laws na Uniwersytecie Londyńskim oraz doktora antropologii i literatury w Trinity College w Dublinie.

## Praca zawodowa
Htin Aung był rektorem Uniwersytetu Rangun w latach 1946-1958 oraz jego wicekanclerzem w roku 1959. W latach 1959-1962 pełnił funkcję ambasadora Birmy w Sri Lance. Później został profesorem wizytującym na Uniwersytecie Columbia, a następnie na Uniwersytecie Wake Forest.

## Lista prac
Htin Aung jest autorem wielu ważnych książek na temat Mjanmy napisanych pod pseudonimem literackim Maung Htin Aung. Jego prace są szeroko wykorzystywane w badaniach nad względnie słabo udokumentowaną historią i kulturą Mjanmy.
1. Burmese Drama (Oxford University Press, 1937)
2. Burmese Folk-Tales (Oxford University Press, 1948)
3. Burmese Drama: A study, with translations, of Burmese plays (Oxford University Press, 1956)
4. Burmese Law Tales (Oxford University Press, 1962)
5. Folk Elements in Burmese Buddhism (Oxford University Press, 1962).
6. The Stricken Peacock: An Account of Anglo-Burmese Relations 1752-1948 (Martinus Nijhoff, 1965)
7. Burmese Monk's Tales (Columbia University Press, 1966)
8. Epistles Written on Eve of Anglo-Burmese War (Martinus Nijhoff, 1967)
9. A History of Burma (Columbia University Press, 1967)
10. Lord Randolph Churchill and the dancing peacock : British conquest of Burma 1885
11. Burmese history before 1287: A Defence of the Chronicles (1970)
12. Folk Tales of Burma (Sterling Publishers, 1976)

W języku polskim opublikowano:
1. O złotym żółwiu : bajki birmańskie (Państwowy Instytut Wydawniczy, 1963; tłum. Aleksandra Frybesowa)